# Никольское (Золочевский район)
Никольское (укр. Микільське) — село, Феськовский сельский совет, Золочевский район, Харьковская область, Украина.
Код КОАТУУ — 6322686507.
Присоединено к селу Головашевка в 1998 году.

## Географическое положение
Село Головашевка находится на расстоянии в 3 км от реки Уды (левый берег), примыкает к селу Головашевка.

## Происхождение названия
В некоторых документах село называю как Микольское.

## История
- 1998 — присоединено к селу Головашевка[1][2].